# 塞考爾青肯山

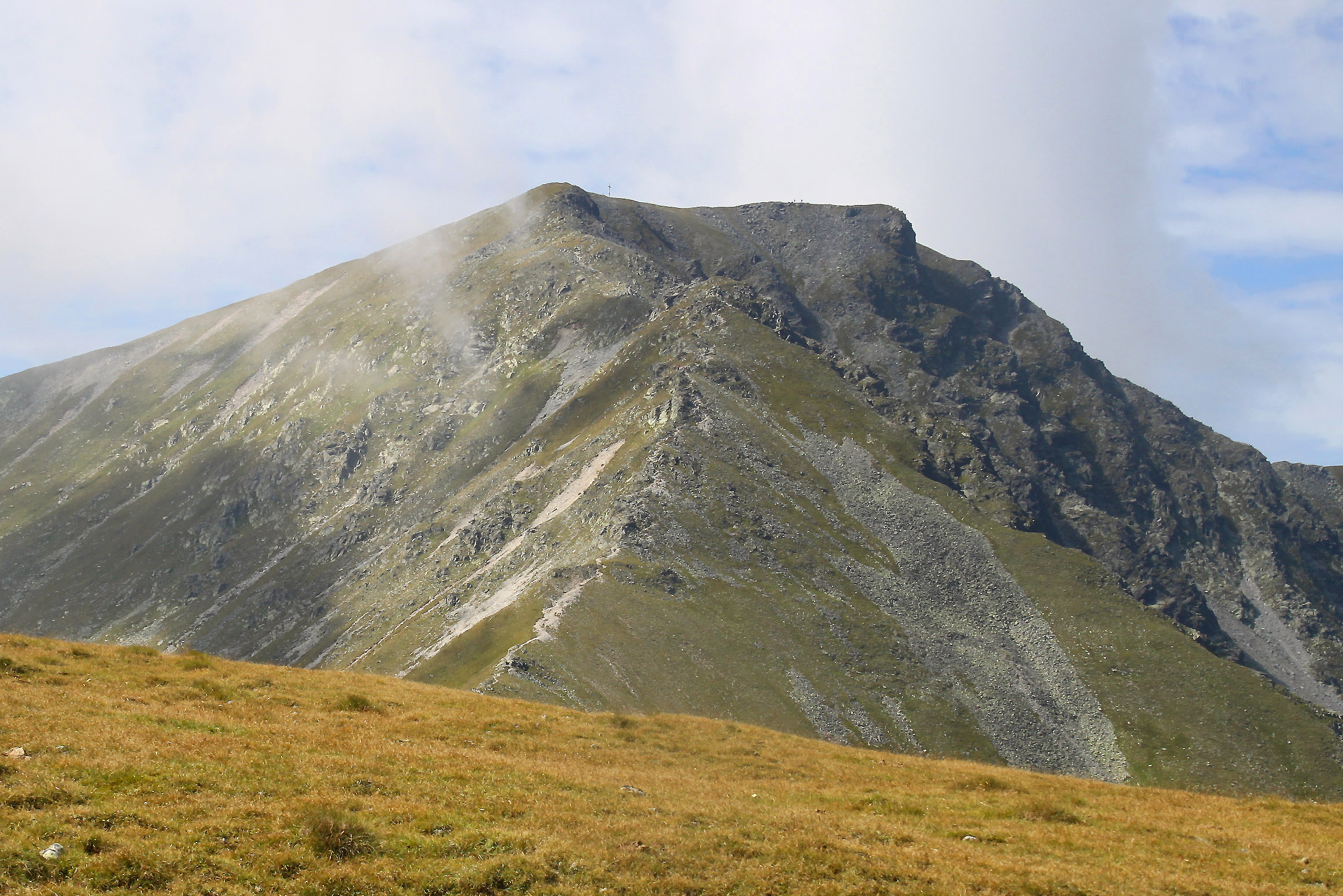

47°20′21.41″N 14°44′9.95″E / 47.3392806°N 14.7360972°E
塞考爾青肯山（德語：Seckauer Zinken），是奧地利的山峰，位於該國東南部，由施泰爾馬克州負責管轄，屬於塞考爾陶恩山脈的一部分，距離霍赫賴希哈特山5公里，海拔高度2,397米，每年平均降雨量1,632毫米。